# رقيب الشمس المسنن
رقيب الشمس المسنن (باللاتينية: Heliotropium dentatum) نوع نباتي يتبع جنس رقيب الشمس من الفصيلة الحِمحِمية.
موطنه جزيرة سقطرى في اليمن.

## الوصف النباتي
أوراقه عادة ذات عروق غائرة في الوجه العلوي وبارزة في الوجه السفلي، والنورة انتهائية عنقودية ملتفة على شكل ذنب العقرب، والأزهار غالباً لاطئة، تتفتح في الربيع ولها رائحة فواحة. والثمرة بنيدقة (بالإنجليزية: Nutles)‏. النبات سام.